# アルタイ地区
アルタイ地区（アルタイちく、ウイグル語：ئالتاي ۋىلايىتى、中国語：阿勒泰地区）は中華人民共和国新疆ウイグル自治区イリ・カザフ自治州の最北部に位置する地区。アルタイ市に所在するアルタイ地区行署が管理する。
カザフ族、回族、ウイグル族、モンゴル族など少数民族が過半数の33.6万人を占める。アルタイはモンゴル語で金を意味し、実際に金を産出する。

## 地理
東はアルタイ山脈を隔ててモンゴル国西部、北はロシア連邦シベリア連邦管区アルタイ共和国、西はカザフスタン共和国と接する。南は伊犁カザフ自治州のジュンガル盆地が広がる。河川（エルティシ川など）や湖沼（ウルングル湖など）が多く、新疆では別天地をなす。

## 行政区画
1県級市・6県を管轄する。
- 県級市：
  - アルタイ市（阿勒泰市）
- 県：
  - ブルチン県（布爾津県）
  - カバ県（哈巴河県）
  - ジェミナイ県（吉木乃県）
  - ブルルトカイ県（福海県）
  - コクトカイ県（富蘊県）
  - チンギル県（青河県）

| アルタイ地区の地図                                                               |
| -------------------------------------------------------------------------------- |
| アルタイ市 ブルチン県 コクトカイ県 ブルルトカイ県 カバ県 チンギル県 ジェミナイ県 |

### 年表
この節の出典

#### 阿山専区
- 1949年10月1日 - 中華人民共和国新疆省阿山専区が成立。承化県・ブルチン県・カバ県・ジェミナイ県・ブルルトカイ県・コクトカイ県・チンギル県が発足。(7県)
- 1953年11月20日 - 承化県がアルタイ県に改称。(7県)
- 1954年2月1日 - 阿山専区がアルタイ専区に改称。

#### アルタイ専区
- 1954年2月1日 - 阿山専区がアルタイ専区に改称。(7県)
- 1954年11月27日 - アルタイ専区がイリ・カザフ自治州アルタイ専区に改称。

#### 新疆省イリ・カザフ自治州アルタイ専区
- 1955年9月13日 - 新疆ウイグル自治区の成立により、新疆ウイグル自治区イリ・カザフ自治州アルタイ専区となる。

#### 新疆ウイグル自治区イリ・カザフ自治州アルタイ地区
- 1975年1月30日 - イリ・カザフ自治州アルタイ専区がイリ・カザフ自治州アルタイ地区に改称。(7県)
- 1984年11月17日 - アルタイ県が市制施行し、アルタイ市となる。(1市6県)
- 2011年12月20日 - アルタイ市・ブルルトカイ県の各一部が合併し、自治区直轄県級行政区の北屯市となる。(1市6県)

## 経済
水資源が豊富で、魚が年間5千トンも獲れる。草原は広く、家畜数は凡そ500万頭に上る。さらに森林資源や鉱産物も豊富である。地区の生産総額（GDP）は34.8億人民元（2001年）、対外輸出額は約5,000万米ドルであった。

## 観光
観光資源は豊富で、A級以上の観光地が30地区ある。国家5A級が3地区、4A級が6地区ある。世界地質公園、国家地質公園はそれぞれ一つずつあり、国家級自然保護区3地区、国家湿地公園8地区、国家森林公園4カ所ある。特に、スキー場に最適な緯度でシーズン、雪質・雪量ともに最良で、気温や風速、湿度などスキーの条件が整っている。氷雪を楽しむ文化は長く、国際スキーリゾート開発などの重点地区とされている。